# Simona
Simona ist ein weiblicher Vorname und Familienname.

## Herkunft und Bedeutung
Simona ist eine in vielen Sprachen verbreitete weibliche Form des Vornamens Simon. Zur Bedeutung siehe Simon (Vorname)#Herkunft und Bedeutung.

## Namensträgerinnen
- Simona Amânar (* 1979), rumänische Kunstturnerin
- Simona Babčáková (* 1973), tschechische Schauspielerin
- Simona Baldassarre (* 1970), italienische Ärztin und Politikerin
- Simona Brown (* 1994), britische Schauspielerin
- Simona Caparrini (* 1972), italienische Film- und Fernsehschauspielerin
- Simona Cavallari (Schauspielerin) (* 1971), italienische Schauspielerin
- Simona Cavallari (Handballspielerin) (* 1992), Schweizer Handballspielerin
- Simona Crăciun (* 1983), rumänische Biathletin und Skilangläuferin
- Simona Deflorin (* 1965), Schweizer Malerin
- Simona Dobrá (* 1987), ehemalige tschechische Tennisspielerin
- Simona Fabjan (* 1989), slowenische Beachvolleyballspielerin
- Simona Frapporti (* 1988), italienische Radsportlerin
- Simona Galassi (* 1972), italienische Boxerin
- Simona Gherman (* 1985), rumänische Degenfechterin
- Simona Hajduk (* 1989), kroatische Handballspielerin
- Simona Halep (* 1991), rumänische Tennisspielerin
- Simona Kiseleva (* 1987), litauische Schachspielerin
- Simona Koch (* 1968), ehemalige deutsche Wasserspringerin
- Simona Koren (* 1993), österreichisch-kroatische Fußballspielerin
- Simona Kóšová (* 1992), slowakische Volleyballspielerin
- Simona Krupeckaitė (* 1982), litauische Radrennfahrerin
- Simona Mai (* 1977), deutsche Film- und Theaterschauspielerin
- Simona Mehnert (* 1956), tschechische Ausstellungskuratorin und Kunstpublizistin
- Simona Molinari (* 1983), italienische Pop- und Jazzmusikerin
- Simona Mușat (* 1981), rumänische Ruderin
- Simona Paggi, italienische Filmeditorin
- Simona Păuca (heute Simona Rus; * 1969), rumänische Kunstturnerin
- Simona Postlerová (1964–2024), tschechische Schauspielerin
- Simona Premazzi (* 1975), italienische Jazzpianistin
- Simona Ryser (* 1969), Schweizer Autorin und Journalistin
- Simona Sbaffi (* 1970), Schweizer Schauspielerin in Wien wohnhaft
- Simona Senoner (1993–2011), italienische Skispringerin
- Simona de Silvestro (* 1988), Schweizer Automobilrennfahrerin
- Simona Studentová (* 1986), tschechische Eishockeyspielerin
- Simona Ventura (* 1965), italienische Journalistin und Fernsehmoderatorin

### Familienname
- Luigi Simona (1874–1968), Schweizer Pfarrer, Kunsthistoriker und Publizist